# Thymelaea microphylla
Espèce
Thymeleae microphylla est un arbrisseau ligneux à tige très ramifiée.

## Répartition géographique
Cette espèce est généralement rencontrée dans les pâturages arides et désertiques, très commun dans le sous secteur des hauts plateaux algérois et oranais (Algérie), ainsi que dans le sous secteur des hauts plateaux constantinois...